# Dannes
Dannes est une commune française située dans le département du Pas-de-Calais en région Hauts-de-France. Ses habitants sont appelés les Dannois.
Le territoire de la commune est situé dans le parc naturel régional des Caps et Marais d'Opale.

## Géographie

### Localisation
Localisée dans l'ouest du département du Pas-de-Calais, Dannes est une commune située, à vol d'oiseau, à 3 km au nord-est de la station balnéaire de Sainte-Cécile, à 8 km au nord de la commune d'Étaples et à 15 km au sud de la commune de Boulogne-sur-Mer (chef-lieu d'arrondissement).
Le paysage de la commune a beaucoup changé dans les 200 dernières années avec son développement industriel (cimenteries, carrières) et l'arrivée de l'autoroute.
Le territoire de la commune est limitrophe de ceux de trois communes.
Les communes limitrophes sont Neufchâtel-Hardelot, Widehem et Camiers.

### Géologie et relief
La superficie de la commune est de 10,23 km2 ; son altitude varie de 4  à   160 m.

### Hydrographie
Le territoire de la commune est situé dans le bassin Artois-Picardie.
C'est dans la commune que deux cours d'eau prennent leur source :
- le ruisseau de Camiers, appelé aussi ruisseau du Rohard, d'une longueur de 7,22 km, et qui se jette dans l'estuaire de la Canche, au niveau de la commune d'Étaples[5] ;
- le ruisseau de Dannes, d'une longueur de 3,77 km, et qui se jette dans la Manche, au niveau de la commune[6].

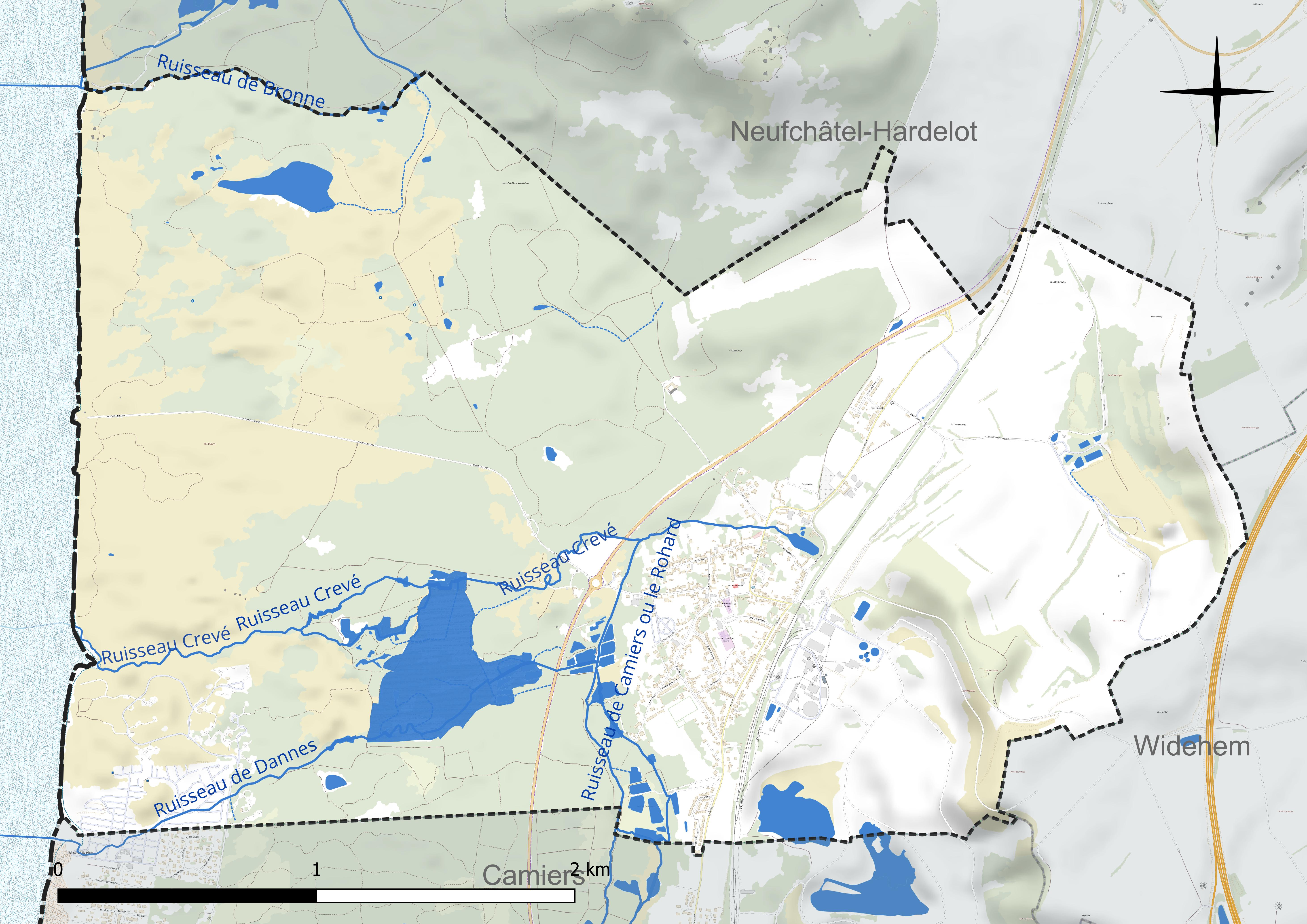
Réseau hydrographique de Dannes.

### Climat
Pour des articles plus généraux, voir Climat des Hauts-de-France et Climat du Pas-de-Calais.
En 2010, le climat de la commune est de type climat océanique franc, selon une étude du CNRS s'appuyant sur une série de données couvrant la période 1971-2000. En 2020, Météo-France publie une typologie des climats de la France métropolitaine dans laquelle la commune est exposée à un climat océanique et est dans la région climatique Côtes de la Manche orientale, caractérisée par un faible ensoleillement (1 550 h/an) ; forte humidité de l’air (plus de 20 h/jour avec humidité relative > 80 % en hiver), vents forts fréquents.
Pour la période 1971-2000, la température annuelle moyenne est de 10,5 °C, avec une amplitude thermique annuelle de 12,5 °C. Le cumul annuel moyen de précipitations est de 864 mm, avec 12,9 jours de précipitations en janvier et 8,2 jours en juillet. Pour la période 1991-2020, la température moyenne annuelle observée sur la station météorologique la plus proche, située sur la commune du Touquet-Paris-Plage à 8 km à vol d'oiseau, est de 11,2 °C et le cumul annuel moyen de précipitations est de 888,8 mm,. Pour l'avenir, les paramètres climatiques de la commune estimés pour 2050 selon différents scénarios d'émission de gaz à effet de serre sont consultables sur un site dédié publié par Météo-France en novembre 2022.

### Paysages
Pour un article plus général, voir Paysage en France.
La commune est située à la jonction de deux paysages tel que défini dans l’atlas des paysages de la région Nord-Pas-de-Calais, conçu par la direction régionale de l'Environnement, de l'Aménagement et du Logement (DREAL),.
- le « paysage montreuillois », qui concerne 98 communes, se délimite : à l’Ouest par des falaises qui, avec le recul de la mer, ont donné naissance aux bas-champs ourlées de dunes ; au Nord par la boutonnière du Boulonnais ; au sud par le vaste plateau formé par la vallée de l’Authie, et à l’Est par les paysages du Ternois et de Haut-Artois. Ce paysage régional, avec, dans son axe central, la vallée de la Canche et ses nombreux affluents comme la Course, la Créquoise, la Planquette…, offre une alternance de vallées et de plateaux, appelée « ondulations montreuilloises ». Dans ce paysage, et plus particulièrement sur les plateaux, on cultive la betterave sucrière, le blé et le maïs, et les plateaux entre la Ternoise et la Créquoise sont couverts de vastes massifs forestiers comme la forêt d'Hesdin, les bois de Fressin, Sains-lès-Fressin, Créquy…[14] ;
- le « paysage des dunes et estuaires d’Opale », qui concerne 23 communes, s’étend le long de la côte sur environ 30 kilomètres, de la baie d’Authie à Équihen-Plage, et sur deux à quatre kilomètres de large. Les paysages des dunes et des estuaires cèdent la place aux abrupts des falaises, au niveau d’Equihen-Plage. Les dunes littorales se sont constituées récemment, depuis le Moyen Âge, et ont envahi le relief intérieur en constituant des dunes plaquées sur les falaises fossiles, spécificité locale. Les résurgences de sources au pied de ces falaises proviennent de la nappe de la craie et sont à l’origine de nombreux ruisseaux et zones humides dans les Bas-Champs, surtout visibles entre Étaples et Rang-du-Fliers.

Ce paysage des dunes et estuaires d’Opale est constitué : d’un peu plus de 40 % de dunes et de plages, dont 28 % d’espaces dunaires, dont certains sont boisés comme à Hardelot-Plage et au Touquet-Paris-Plage ; de 22 et 25 % au niveau de la baie d’Authie et des Bas Champs, Bas Champs majoritairement en prairies ; de 20 % par les communes et d’un peu plus de 5% par les cours d’eau et les marais arrière-littoraux, entre Merlimont et Rang-du-Fliers, comme le marais de Balançon défini réseau Natura 2000.

### Milieux naturels et biodiversité
Dannes, en dépit des séquelles de deux guerres mondiales et d'une activité industrielle d'extraction/cimenterie, bénéficie encore d'un paysage et d'un patrimoine naturel exceptionnel en particulier avec ses coteaux calcaires qui constituent un des noyaux de la trame verte régionale, qui est la déclinaison du réseau écologique paneuropéen pour cette région.
Ces coteaux abritent des pelouses calcicoles caractérisées par un sol particulier (rendosol, calcosol). Après la disparition des grands herbivores préhistoriques (bison d'Europe, cerf Megalocéros, rhinocéros laineux, mammouth, auroch, antilope saïga, etc.) et de la forêt antique, elles ont été extensivement entretenues par les moutons qui y ont permis la persistance de milieux ouverts, pauvres en certains nutriments (nitrates, phosphates) mais favorables à la survie de nombreuses espèces rares, devenues rares et/ou protégées (espèces animales et végétales, et quelques champignons).
La proximité de la mer et le microclimat qu'elle permet, l'absence de cultures et une exposition aux vents d'ouest les a relativement protégé de l'eutrophisation et de la banalisation de la biodiversité qui touche une grande partie de l'Europe de l'Ouest. 208 espèces de plantes vasculaires ont été recensées rien que sur les coteaux (14 espèces protégées et 31 espèces menacées). On estime que dans cette région 35 % environ de la biodiversité végétale n'est plus présente que sur les coteaux calcaires. Celui de Camier/Dannes abrite de nombreuses Orchidées et offre un paysage typique, notamment caractérisé par le genévrier (Juniperus communis) et l'argousier (Hippophae rhamnoides).
La ville développe une activité touristique (camping et gite rural).
L'inventaire récent (2001) des lépidoptères et orthoptères effectué par le groupement pour la défense de l'environnement dans l'arrondissement de Montreuil-sur-mer (GDEAM) a montré une grande richesse en biodiversité pour les (36 espèces de papillons de jour dont plusieurs en forte régression ou disparue dans tout ou partie de la région). Quelques papillons trouvent là leur territoire le plus septentrional (Zygaena trifolii, Zygaena transalpina hippocrepidis). Les orthoptères comprennent des espèces rares mais en assez faible densité (peut-être à cause des embruns marins ?).
Ce patrimoine reste menacé par la surfréquentation, l'artificialisation et son isolement biogéographique notamment à cause d'une matrice écopaysagère globalement pauvre et à cause de l'autoroute A16 qui ne dispose que d'un petit nombre d'écoducs pour diminuer son impact en termes de fragmentation écopaysagère et de roadkill.
Le Conservatoire des sites naturels du Nord-Pas-de-Calais est chargé de la gestion de la réserve naturelle régionale (réserve naturelle du coteau de Dannes-Camiers (RNR162))qui a été constituée sur ces coteaux considérés comme parmi les plus beaux et remarquables de la région Nord-Pas-de-Calais. D'autres sites naturels proches augmentent l'intérêt de cette partie du littoral en termes de réseau écologique ; autant d'éléments qui ont justifié la création d'un parc naturel régional sur cette partie de la région.

#### Espaces gérés et protégés
La protection réglementaire est le mode d’intervention le plus fort pour préserver des espaces naturels remarquables et leur biodiversité associée.
Dans ce cadre, la commune fait partie de cinq espaces protégés :
- le parc naturel régional des Caps et Marais d'Opale, d’une superficie de 132 499 ha réparties sur 154 communes, géré par le syndicat mixte d'aménagement et de gestion du parc naturel régional des Caps et Marais d'Opale[18] ;
- le mont Saint-Frieux, d'une superficie de 637 ha, terrain acquis par le Conservatoire du Littoral[19] ;
- les coteaux et carrière de Dannes - Camiers (parcelle acquise en maitrise foncière), d'une superficie de 69 hectares. Terrain acquis (ou assimilé) par le Conservatoire d'espaces naturels des Hauts-de-France[20] ;
- les coteaux et carrière de Dannes - Camiers (parcelle maitrise d'usage), d'une superficie de 88 ha. Terrain géré (location, convention de gestion) par le Conservatoire d'espaces naturels des Hauts-de-France[21] ;
- le coteau de Dannes - Camiers, protégé par un arrêté préfectoral de protection de biotope, d'une superficie de 35 ha[22].

#### Zones naturelles d'intérêt écologique, faunistique et floristique
L’inventaire des zones naturelles d'intérêt écologique, faunistique et floristique (ZNIEFF) a pour objectif de réaliser une couverture des zones les plus intéressantes sur le plan écologique, essentiellement dans la perspective d’améliorer la connaissance du patrimoine naturel national et de fournir aux différents décideurs un outil d’aide à la prise en compte de l’environnement dans l’aménagement du territoire.
Le territoire communal comprend deux ZNIEFF de type 1 :
- les coteaux crayeux de Dannes et de Camiers, d'une superficie de 347 ha, altitude de 28 mètres à + 175 mètres. Cette ZNIEFF est située sur le versant pentu d’une falaise de craie fossile d’un intérêt géomorphologique majeur[23] ;
- les dunes de Dannes et du mont Saint-Frieux, d'une superficie de 1 932 ha, altitude de 0 mètre à + 152 mètres. Ces dunes figurent parmi les sites les plus remarquables du littoral de la Manche orientale et sont uniques en leur genre à l’échelle européenne. Cette ZNIEFF est constituée d'un vaste système dunaire de type picard associant des dunes calcarifères basses récentes et des dunes plus anciennes en partie plaquées sur la falaise crétacique fossile correspondant à la branche sud de la cuesta du Boulonnais[24].

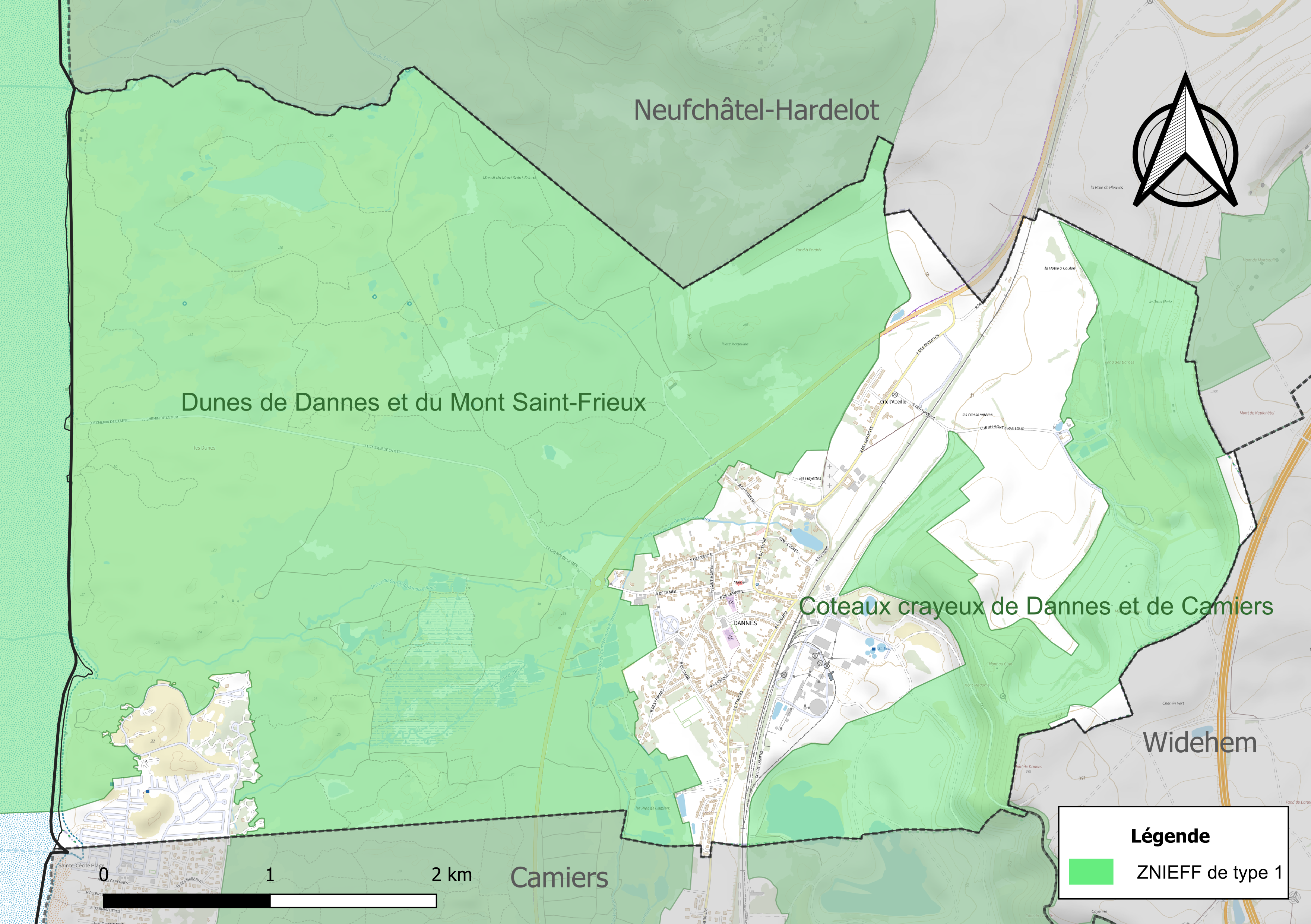
Carte des ZNIEFF sur la commune.

#### Sites Natura 2000
Le réseau Natura 2000 est un réseau écologique européen de sites naturels d’intérêt écologique élaboré à partir des directives « habitats » et « oiseaux ». Ce réseau est constitué de zones spéciales de conservation (ZSC) et de zones de protection spéciale (ZPS). Dans les zones de ce réseau, les États membres s'engagent à maintenir dans un état de conservation favorable les types d'habitats et d'espèces concernés, par le biais de mesures réglementaires, administratives ou contractuelles.
Sur la commune, trois sites Natura 2000 de type B sont définis en site d'importance communautaire (SIC) :
- l'estuaire de la Canche, les dunes picardes plaquées sur l'ancienne falaise, la forêt d'Hardelot et la falaise d'Equihen, d’une superficie de 1 661 ha réparties sur neuf communes et une hauteur maximale de 151 ha[26] ;
- Le coteau de Dannes et de Camiers, d’une superficie de 97 ha réparties sur trois communes et d'une altitude variant de 70 à  150 mètres[27] ;
- la baie de la Canche et le couloir des trois estuaires, d’une superficie de 333,06 km2 et d'une altitude variant de −23  à   0 mètres. Ce site se délimite à partir du trait de côte, s'étend jusqu'à la limite des trois milles nautiques, limité au sud par le phare d'Ault et au nord par le village de Sainte-Cécile, sur la commune de Camiers[28].

## Urbanisme

### Typologie
Au 1er janvier 2024, Dannes est catégorisée bourg rural, selon la nouvelle grille communale de densité à sept niveaux définie par l'Insee en 2022.
Elle appartient à l'unité urbaine de Camiers, une agglomération intra-départementale regroupant deux  communes, dont elle est une commune de la banlieue,,. Par ailleurs la commune fait partie de l'aire d'attraction de Boulogne-sur-Mer, dont elle est une commune de la couronne,. Cette aire, qui regroupe 80 communes, est catégorisée dans les aires de 50 000 à moins de 200 000 habitants,.
La commune, bordée par la Manche, est également une commune littorale au sens de la loi du 3 janvier 1986, dite loi littoral. Des dispositions spécifiques d’urbanisme s’y appliquent dès lors afin de préserver les espaces naturels, les sites, les paysages et l’équilibre écologique du littoral, tel le principe d'inconstructibilité, en dehors des espaces urbanisés, sur la bande littorale des 100 mètres, ou plus si le plan local d’urbanisme le prévoit.

### Occupation des sols
L'occupation des sols de la commune, telle qu'elle ressort de la base de données européenne d’occupation biophysique des sols Corine Land Cover (CLC), est marquée par l'importance des forêts et milieux semi-naturels (55,9 % en 2018), en diminution par rapport à 1990 (59,4 %). La répartition détaillée en 2018 est la suivante :
forêts (33,5 %), milieux à végétation arbustive et/ou herbacée (12,5 %), terres arables (11,8 %), prairies (11,6 %), zones urbanisées (10,1 %), espaces ouverts, sans ou avec peu de végétation (9,9 %), mines, décharges et chantiers (8,7 %), zones humides côtières (2 %). L'évolution de l’occupation des sols de la commune et de ses infrastructures peut être observée sur les différentes représentations cartographiques du territoire : la carte de Cassini (XVIIIe siècle), la carte d'état-major (1820-1866) et les cartes ou photos aériennes de l'IGN pour la période actuelle (1950 à aujourd'hui).

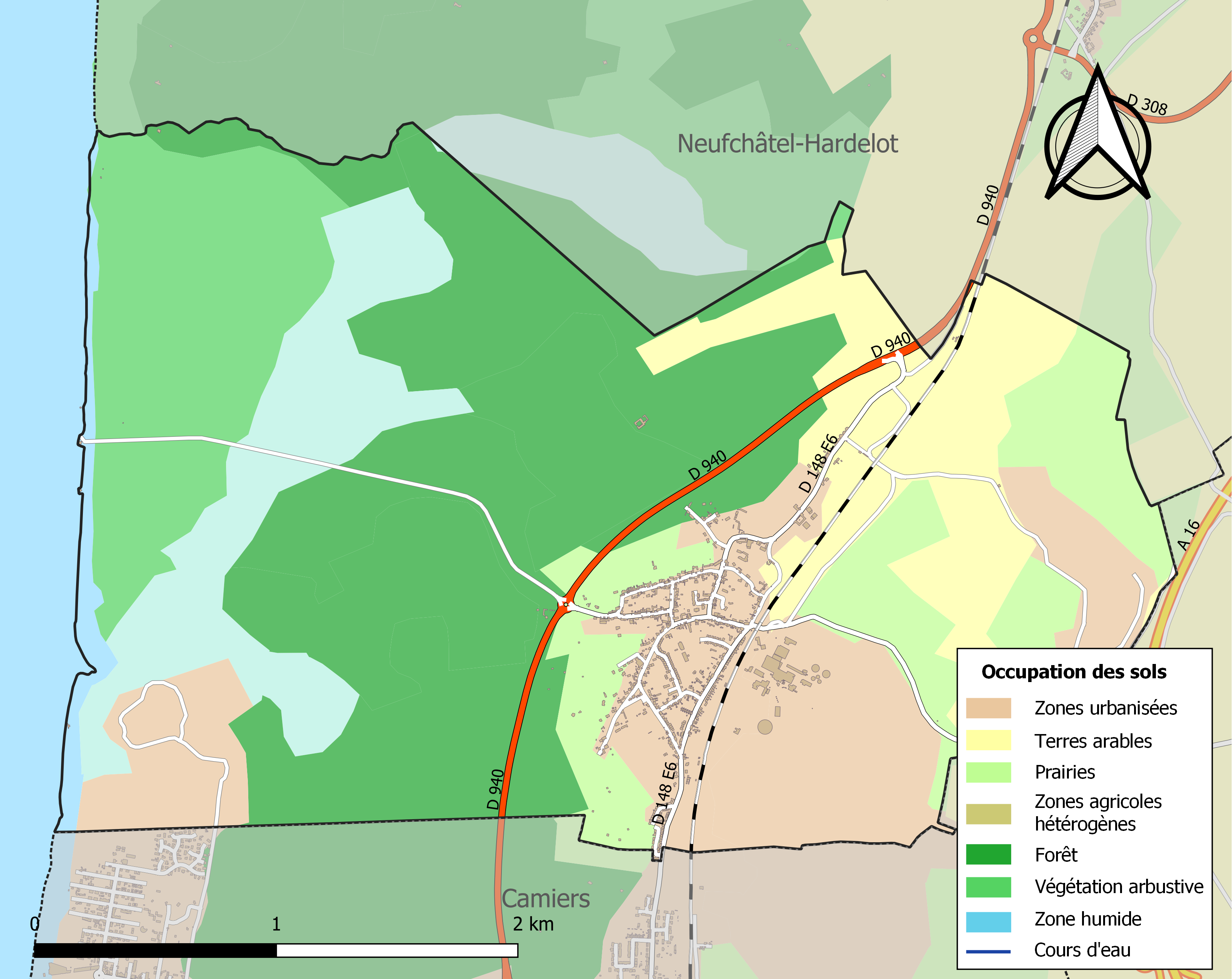
Carte des infrastructures et de l'occupation des sols de la commune en 2018 (CLC).

### Voies de communication et transports

#### Voies de communication
La commune est desservie par les routes départementales D 148 E6, D 940 E2 et D 940, reliant Le Crotoy à Gravelines, et est limitrophe de l'autoroute A16, reliant la région parisienne à la frontière avec la Belgique, et proche de la sortie no 22 (5 km) de cette autoroute.

#### Transports

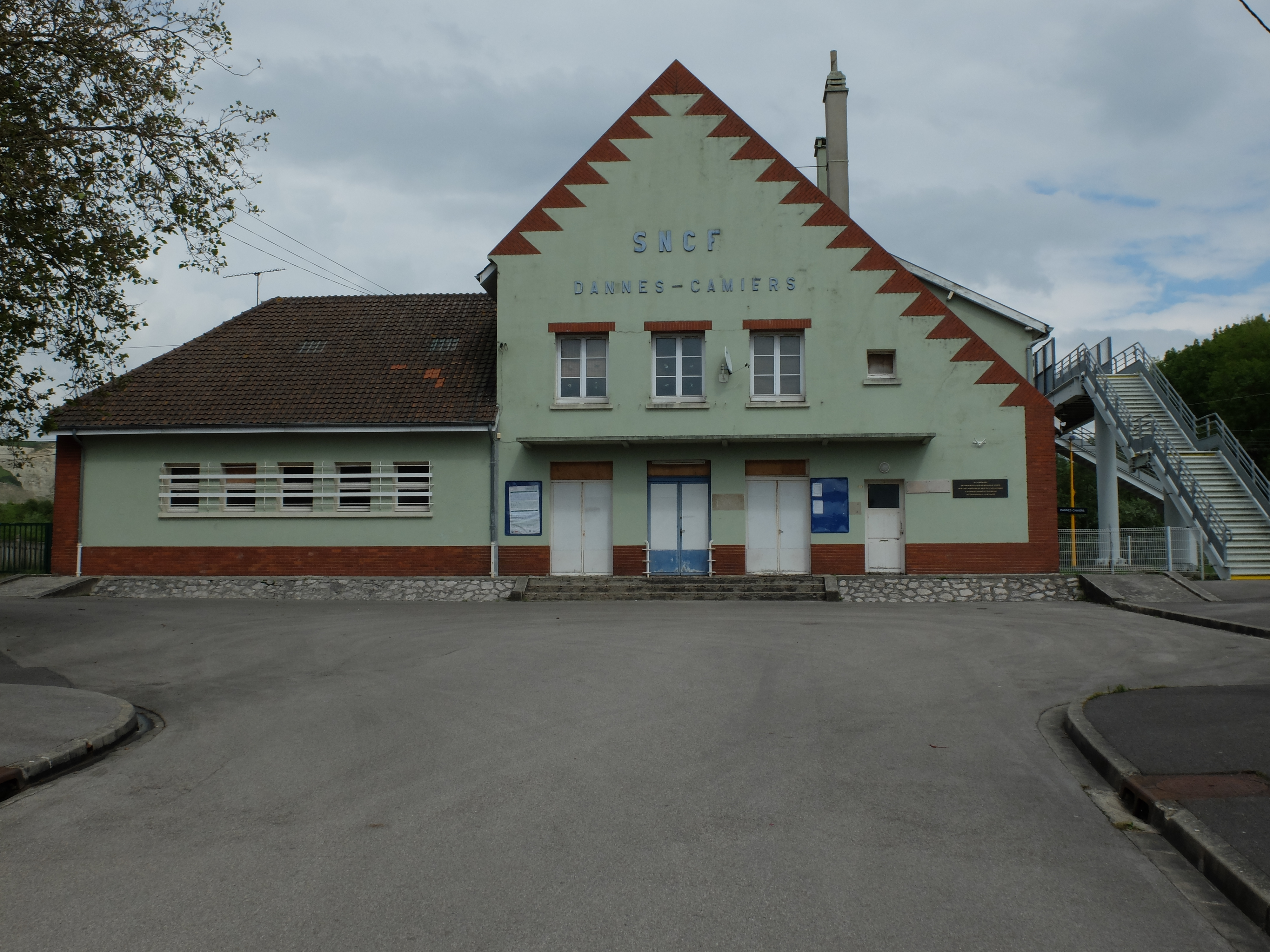
La gare de Dannes - Camiers

Sur la commune limitrophe de Camiers se trouve la gare de Dannes - Camiers (1,5 km), située sur la ligne de Longueau à Boulogne-Ville, desservie par des trains TER Hauts-de-France.
La commune est desservie par les lignes 53, 54 ainsi que par un service de transport à la demande du réseau Marinéo. Elle est également desservie par la ligne 430 du réseau interurbain du Pas-de-Calais.

### Risques naturels et technologiques

#### Risque inondation
À la suite du passage des tempêtes Ciarán, Domingos et Elisa et des inondations et coulées de boue qui se sont produites, la commune est reconnue, par arrêté du 14 novembre 2023, en état de catastrophe naturelle pour inondations et coulées de boue sur la période du 2 au 12 novembre 2023, comme 179 autres communes du département.

## Toponymie
Le nom de la localité est attesté sous les formes Villa dalmas en 1026, Dalnœ en 1040, Dalnes fin XIe siècle, Dane en 1232, Dannes en 1257, Dampnes en 1289, Dansnes en 1293, Dannes en 1559, Dannes depuis 1793 et 1801.

## Histoire

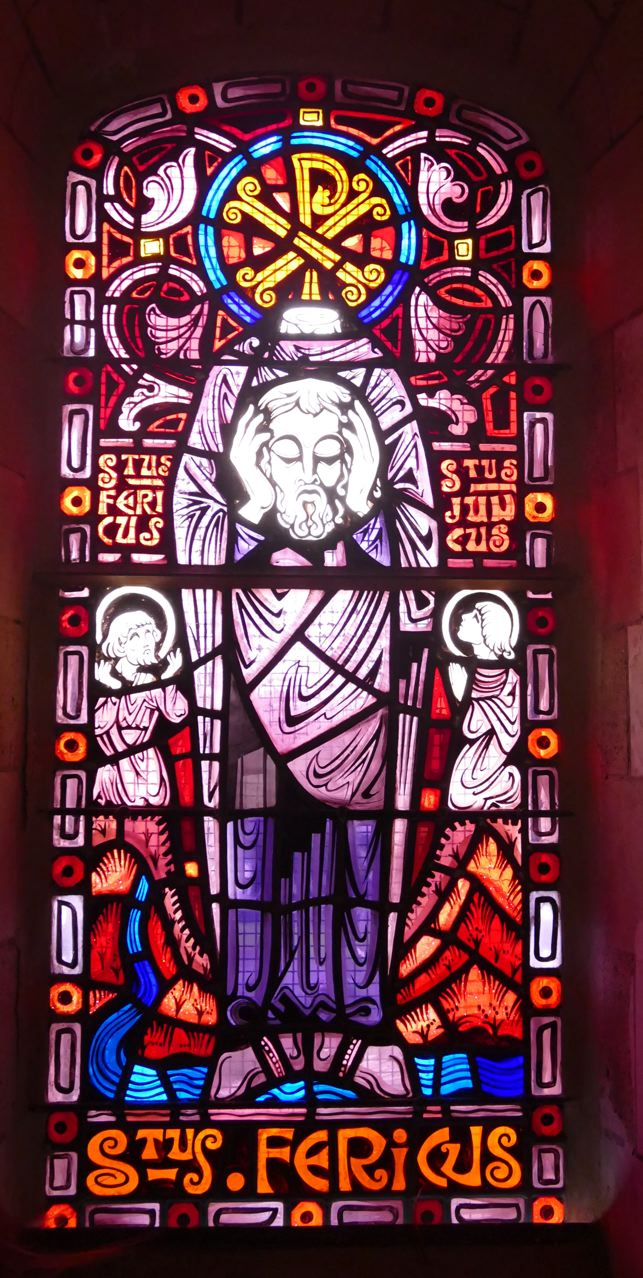
Vitrail de l'église : saint Frieux portant sa tête

- Saint Frieux (ou Frioc, Fericus), frère de saint Josse, au VIIe siècle, surveillait du haut de la falaise morte - à laquelle on donnera localement son nom : mont Saint-Frieux - pour prévenir les habitants de l'arrivée des Vikings. L'anachorète breton avait établi un ermitage au sommet du mont. Les églises de Camiers et de Neufchâtel-Hardelot possèdent un vitrail représentant le saint portant sa tête coupée[42]. L'ermite réputé avait attiré la convoitise de brigands qui lui coupèrent la tête. Le saint est également représenté par un bras sortant d'une source au pied du mont : Gérard de Waben et sa troupe en quête de pillage de la riche abbaye de Saint-Josse passent par Bellefontaine (site disparu sous les sables) où le comte de Bourgogne possède un pavillon de chasse et étanchent leur soif à une des sources qui sourd du plateau et c'est alors que le vassal du comte de Boulogne est happé dans la source par un bras sortant de l'eau, il meurt peu après. Le comte Renaud de Dammartin apprenant la fin de son vassal s'en va faire repentance à l'abbaye de Saint-Josse (près de Montreuil-sur-Mer).
- Abel Séguin (Sèvres, 1799 - Boulogne-sur-Mer, 1873 ; inhumé à Dannes), fils du chimiste, industriel et financier Armand Séguin (qui donna son nom à l'île Seguin, à Boulogne-Billancourt), fit construire le château de Dannes à partir de 1850.

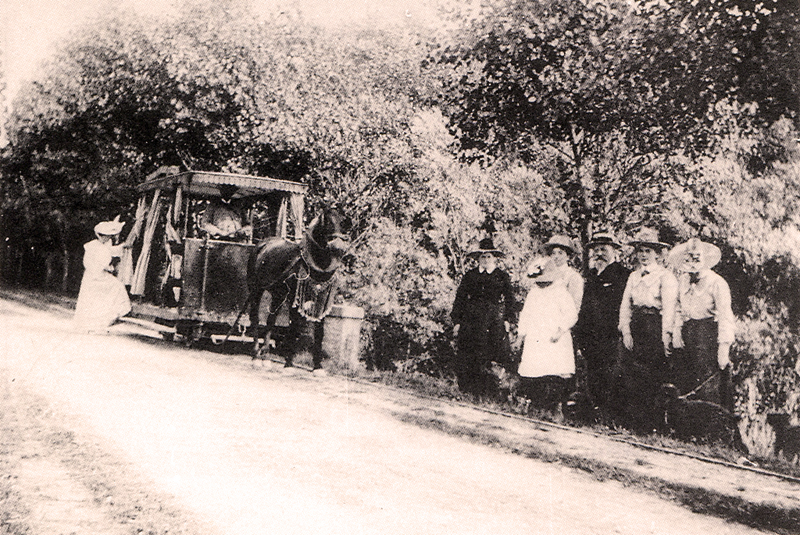
Tramway hippomobile reliant Dannes-Camiers à Sainte-Cécile (route de la Plage), vers 1905.

Dannes se trouvait sur l'ancienne voie romaine reliant Boulogne-sur-Mer à Étaples. Le long de cette voie, ont été trouvés cinq à six tombeaux estimés comme datant de cette époque. Le contenu de l'un d'eux a été décrit dans une histoire de Boulogne-sur-Mer datant de 1823 (vases antiques, débris d'armures, etc.).
D'autres découvertes d'objets romains ont eu lieu dans le village, souvent envahi par les sables. Les habitants avaient coutume de se réfugier dans l'église en temps de guerre, et en 1859, des traces de leur passage étaient visibles dans le clocher.
La commune a longtemps été peu peuplée, vivant de la pêche et de l'agriculture. La route, l'arrivée du tramway hippomobile, le tramway de Dannes-Camiers à Sainte-Cécile, l'installation d'un tourisme balnéaire au Touquet et l'installation d'une grande cimenterie à proximité des carrières a profondément modifié les activités locales.

### Première Guerre mondiale
Lors de la Première Guerre mondiale, la commune voisine d'Étaples a notamment abrité un très grand camp d'entraînement des armées du Commonwealth, qui a connu une importante mutinerie en 1917.

### Seconde Guerre mondiale
La Seconde Guerre mondiale a également marqué la commune, et une stèle, inaugurée en 2014 sur la plage de Dannes, rappelle le sacrifice de 2000 aviateurs environ tombés entre 1939 et 1945 dans le département.
Dannes et Camiers sont des centres permanents d'où les Allemands envoient les prisonniers vers Étaples, Hardelot, Merlimont, voire Calais, Ferques et Sangatte au nord et Fort-Mahon au sud.
Le 5 août 1942, un convoi parvient à Dannes via Boulogne. Au camp de Dannes, les Allemands centralisent les arrivées de déportés juifs puis répartissent les prisonniers vers d'autres camps.
Le 14 août 1942, un convoi de déportés juifs de Belgique se dirigeant vers Boulogne transite à Dannes.
En septembre 1942, 250 parmi les plus robustes des camps de Dannes et de Camiers sont envoyés travailler à Étaples.
Les conditions du camp sont très difficiles. Six déportés juifs décèdent en juin et en octobre 1942. Ils sont enterrés au cimetière de Dannes.
Le 7 mai 1944, 650 déportés juifs évacuent Aurigny en bateau vers Cherbourg, pendant 10 jours et 9 nuits ils circulent en train de Cherbourg à Hazebrouck, ils s'entassent à cinquante par wagons.
À Hazebrouck, ils sont parqués dans un hangar, ce qui permet quelques évasions, puis un tri s'opère : 150, les moins valides, sont envoyés au lycée Mariette de Boulogne où ils occupent le quatrième étage, les 500 autres sont dirigés vers Dannes et Camiers.
Le 30 juin 1944, le camp de Camiers reçoit les déportés de Dannes et enfin, en août 1944, les Allemands se replient sur Samer avec leurs prisonniers. Début septembre, dans la débâcle, ils parviennent encore à organiser un convoi pour la déportation : il ne va pas loin. À Dixmude, la résistance belge l'arrête et libère les déportés.

## Politique et administration

### Découpage territorial
La commune se trouve dans l'arrondissement de Boulogne-sur-Mer du département du Pas-de-Calais, depuis 1801.

#### Commune et intercommunalités
La commune est membre de la communauté d'agglomération du Boulonnais.

#### Circonscriptions administratives
La commune est rattachée au canton d'Outreau. Avant le redécoupage cantonal de 2014, elle était, depuis 1801, rattachée au canton de Samer.

#### Circonscriptions électorales
Pour l'élection des députés, la commune fait partie de la cinquième circonscription du Pas-de-Calais.

### Élections municipales et communautaires

#### Liste des maires
| Période                                  | Période                       | Identité          | Étiquette | Qualité     |
| ---------------------------------------- | ----------------------------- | ----------------- | --------- | ----------- |
| Les données manquantes sont à compléter. |                               |                   |           |             |
| mars 1983                                | mai 2020                      | Patrice Quételard | DVG       | Médecin     |
| mai 2020                                 | En cours (au 11 février 2022) | Olivier Carton    |           | Professeur, |

## Équipements et services publics

### Enseignement
La commune est située dans l'académie de Lille et dépend, pour les vacances scolaires, de la zone B.
La commune administre une école primaire.

### Justice, sécurité, secours et défense
La commune dépend du tribunal judiciaire de Boulogne-sur-Mer, du conseil de prud'hommes de Boulogne-sur-Mer, de la cour d'appel de Douai, du tribunal de commerce de Boulogne-sur-Mer, du tribunal administratif de Lille, de la cour administrative d'appel de Douai, de la cour administrative d'appel de Douai, du pôle nationalité du tribunal judiciaire de Boulogne-sur-Mer et du tribunal pour enfants de Boulogne-sur-Mer.

## Population et société

### Démographie
Les habitants sont appelés les Dannois.

#### Évolution démographique
L'évolution du nombre d'habitants est connue à travers les recensements de la population effectués dans la commune depuis 1793. Pour les communes de moins de 10 000 habitants, une enquête de recensement portant sur toute la population est réalisée tous les cinq ans, les populations de référence des années intermédiaires étant quant à elles estimées par interpolation ou extrapolation. Pour la commune, le premier recensement exhaustif entrant dans le cadre du nouveau dispositif a été réalisé en 2008.

En 2022, la commune comptait 1 317 habitants, en évolution de −0,98 % par rapport à 2016 (Pas-de-Calais : −0,72 %, France hors Mayotte : +2,11 %).
| 1793 | 1800 | 1806 | 1821 | 1831 | 1836 | 1841 | 1846 | 1851 |
| ---- | ---- | ---- | ---- | ---- | ---- | ---- | ---- | ---- |
| 227  | 202  | 208  | 292  | 309  | 328  | 350  | 332  | 342  |

| 1856 | 1861 | 1866 | 1872 | 1876 | 1881 | 1886 | 1891 | 1896 |
| ---- | ---- | ---- | ---- | ---- | ---- | ---- | ---- | ---- |
| 311  | 343  | 338  | 308  | 312  | 321  | 510  | 628  | 605  |

| 1901 | 1906 | 1911 | 1921  | 1926  | 1931  | 1936  | 1946  | 1954  |
| ---- | ---- | ---- | ----- | ----- | ----- | ----- | ----- | ----- |
| 647  | 671  | 682  | 1 045 | 1 117 | 1 276 | 1 139 | 1 370 | 1 208 |

| 1962  | 1968  | 1975  | 1982  | 1990  | 1999  | 2006  | 2008  | 2013  |
| ----- | ----- | ----- | ----- | ----- | ----- | ----- | ----- | ----- |
| 1 395 | 1 391 | 1 469 | 1 353 | 1 301 | 1 258 | 1 298 | 1 312 | 1 329 |

| 2018  | 2022  | - | - | - | - | - | - | - |
| ----- | ----- | - | - | - | - | - | - | - |
| 1 303 | 1 317 | - | - | - | - | - | - | - |

#### Pyramide des âges
En 2018, le taux de personnes d'un âge inférieur à 30 ans s'élève à 35,3 %, soit en dessous de la moyenne départementale (36,7 %). À l'inverse, le taux de personnes d'âge supérieur à 60 ans est de 25,5 % la même année, alors qu'il est de 24,9 % au niveau départemental.
En 2018, la commune comptait 652 hommes pour 651 femmes, soit un taux de 50,04 % d'hommes, légèrement supérieur au taux départemental (48,5 %).
Les pyramides des âges de la commune et du département s'établissent comme suit.
| Hommes | Classe d’âge | Femmes |
| ------ | ------------ | ------ |
| 0,3    | 90 ou +      | 0,6    |
| 6,6    | 75-89 ans    | 9,8    |
| 15,6   | 60-74 ans    | 18,0   |
| 23,3   | 45-59 ans    | 18,1   |
| 16,9   | 30-44 ans    | 20,1   |
| 19,0   | 15-29 ans    | 14,1   |
| 18,3   | 0-14 ans     | 19,2   |

| Hommes | Classe d’âge | Femmes |
| ------ | ------------ | ------ |
| 0,5    | 90 ou +      | 1,6    |
| 5,6    | 75-89 ans    | 8,9    |
| 16,7   | 60-74 ans    | 18,1   |
| 20,2   | 45-59 ans    | 19,2   |
| 18,9   | 30-44 ans    | 18,1   |
| 18,2   | 15-29 ans    | 16,2   |
| 19,9   | 0-14 ans     | 17,9   |

### Sports et loisirs

#### Pistes cyclables
La piste cyclable « La Vélomaritime », partie côtière française de la « Véloroute de l’Europe - EuroVelo 4 », qui relie Roscoff en France à Kiev en Ukraine sur 5 100 km, traverse la commune, en venant de Camiers pour desservir Neufchâtel-Hardelot,.

#### Sentier pédestre
Le sentier de grande randonnée GR 120 ou GR littoral (partie du sentier européen E9 allant du Portugal à l'Estonie), appelé aussi sentier des douaniers, traverse la commune en longeant la côte.

## Culture locale et patrimoine

### Lieux et monuments

#### Monument historique
- L'église Saint-Martin est inscrite au titre des monuments historiques depuis le 10 juin 1926[62].

L'église Saint-Martin
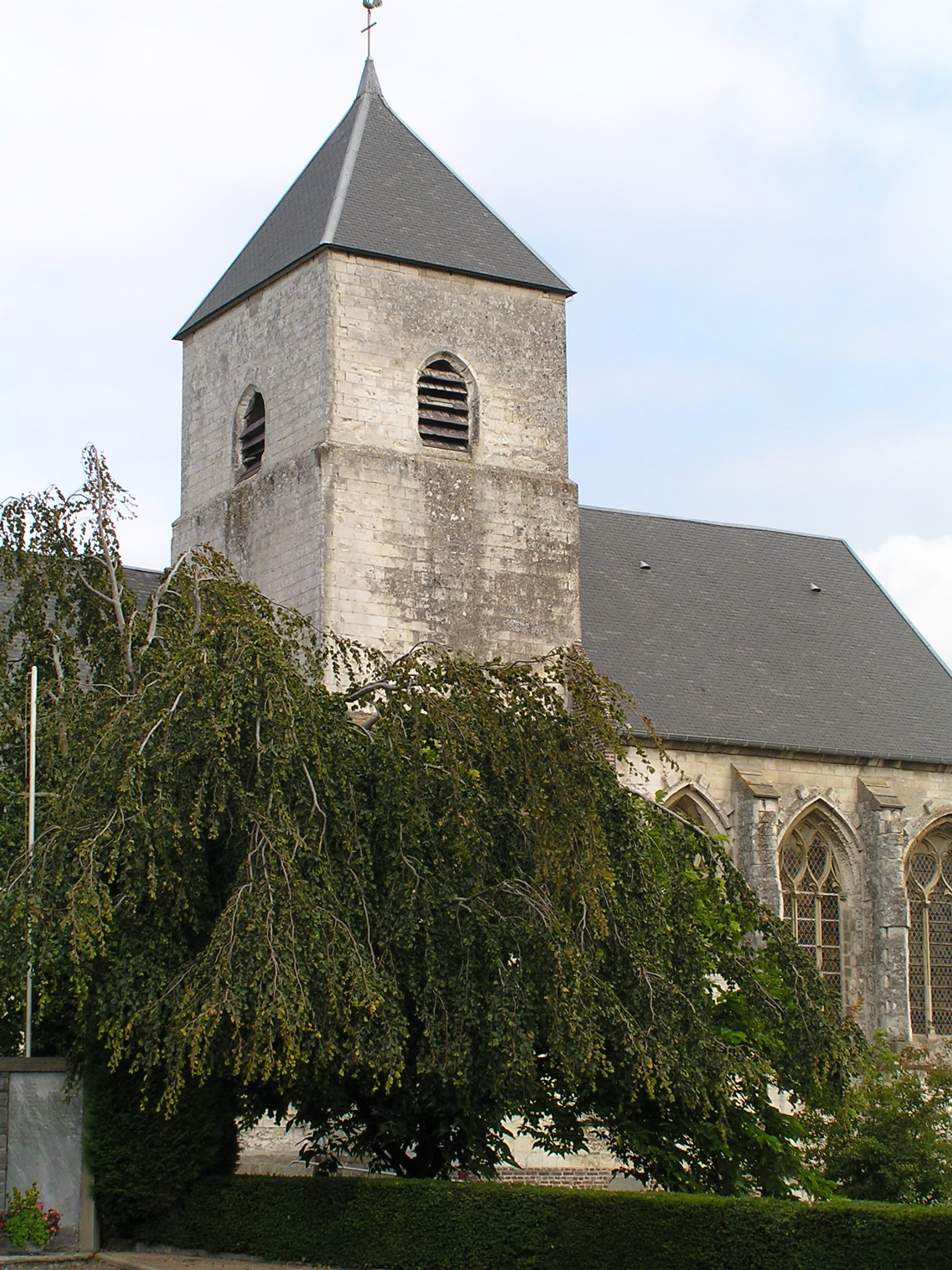
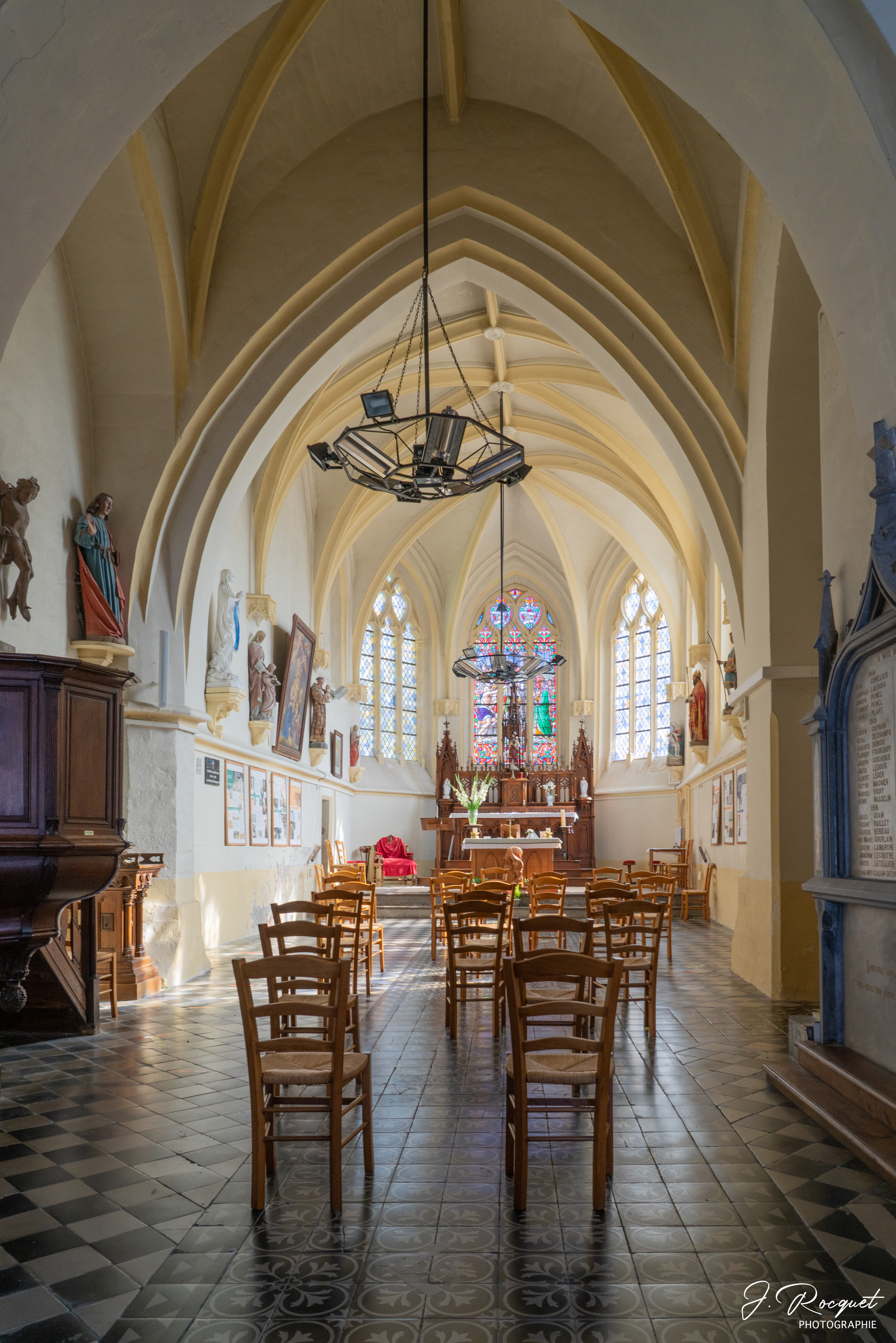
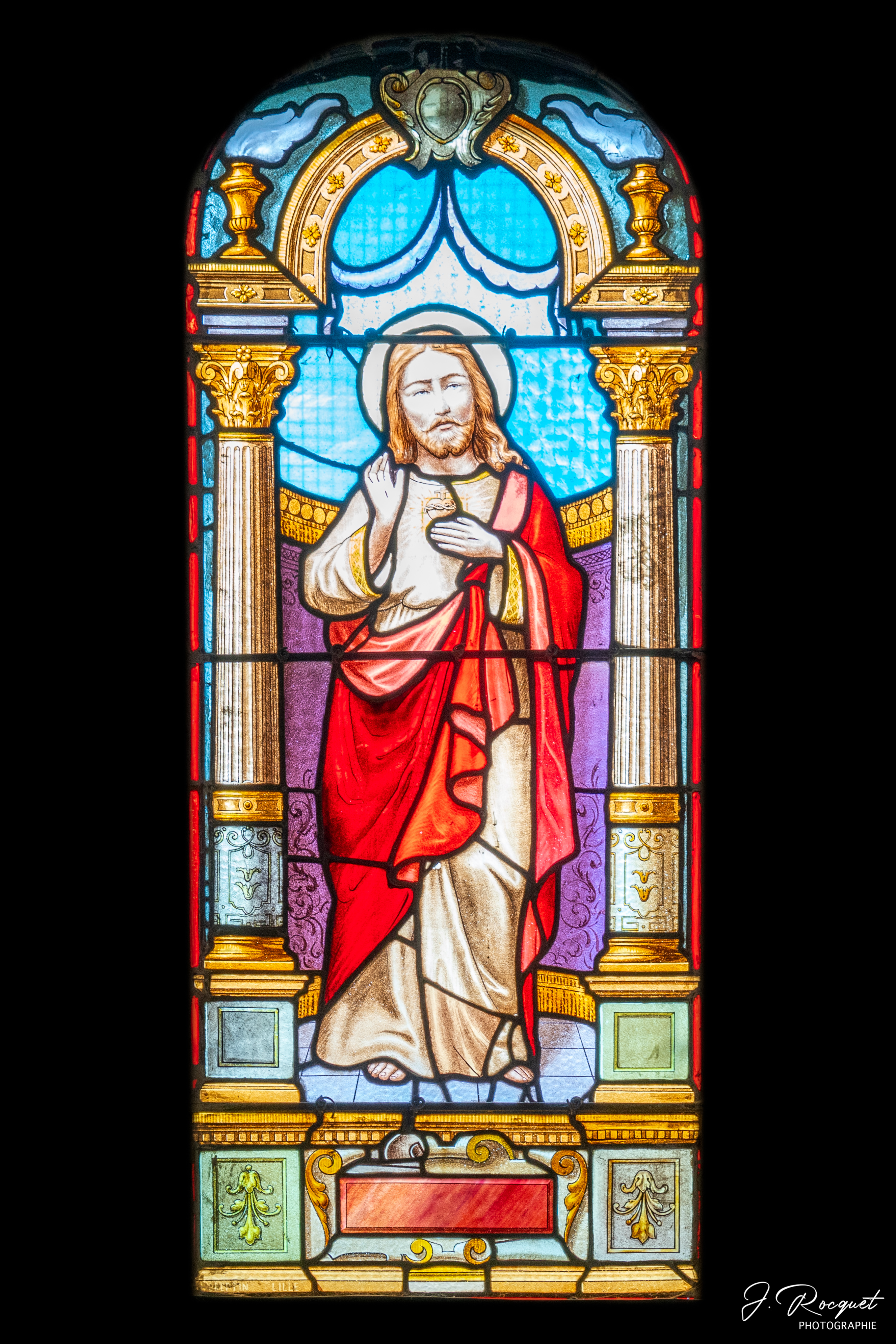
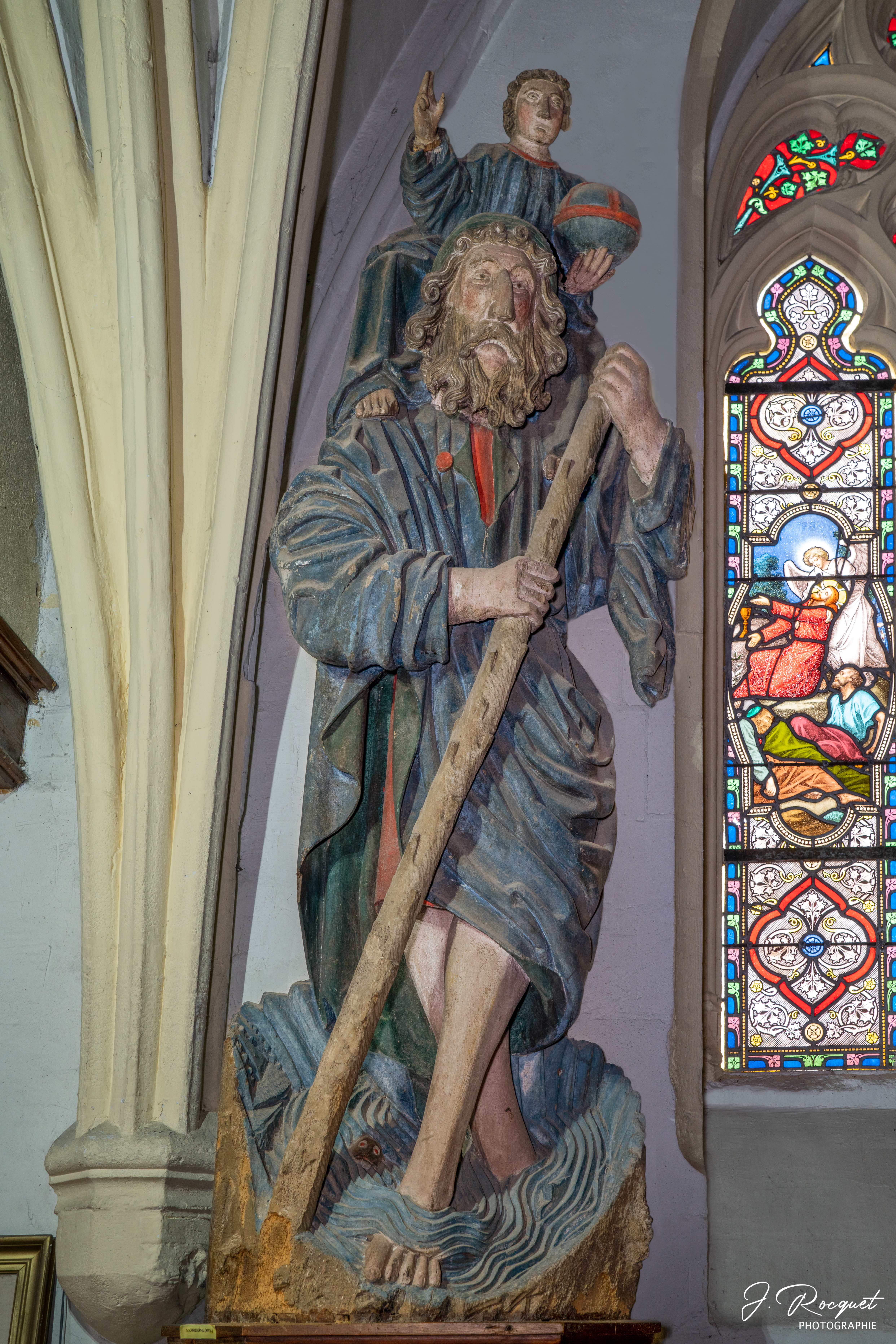

#### Autres lieux et monuments
- Le château de Dannes : ancien relais de chasse, site du Conservatoire de l'espace littoral et des rivages lacustres ou salle des fêtes de la commune.
- Le monument aux morts[63].
- La plaque du souvenir rappelant la présence, pendant la Seconde Guerre mondiale, du camp de travail « Le Tibor Lager ». Une rue de Dannes porte le nom de rue des Déportés, en souvenir des travailleurs forcés, juifs pour la plupart, chargés de construire le mur de l'Atlantique[64]. Dans le cimetière se trouve six tombes de travailleurs forcés juifs morts en 1942[65].
- Le mont Saint-Frieux : il culmine à 152 m et offre un panorama sur la Côte d'Opale, du Touquet-Paris-Plage à Équihen-Plage et, par beau temps, les côtes anglaises sont visibles[66].

Le château de Dannes
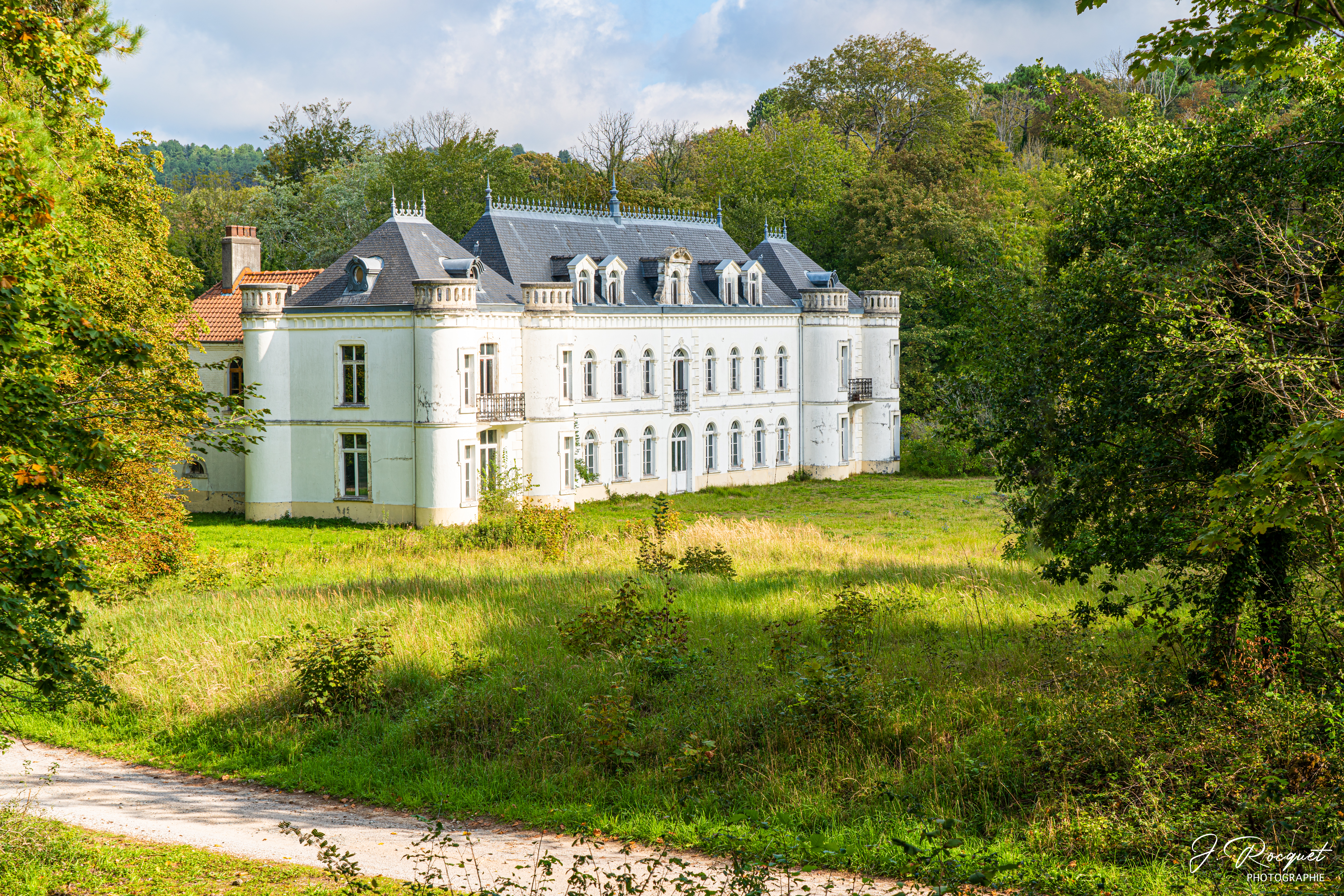
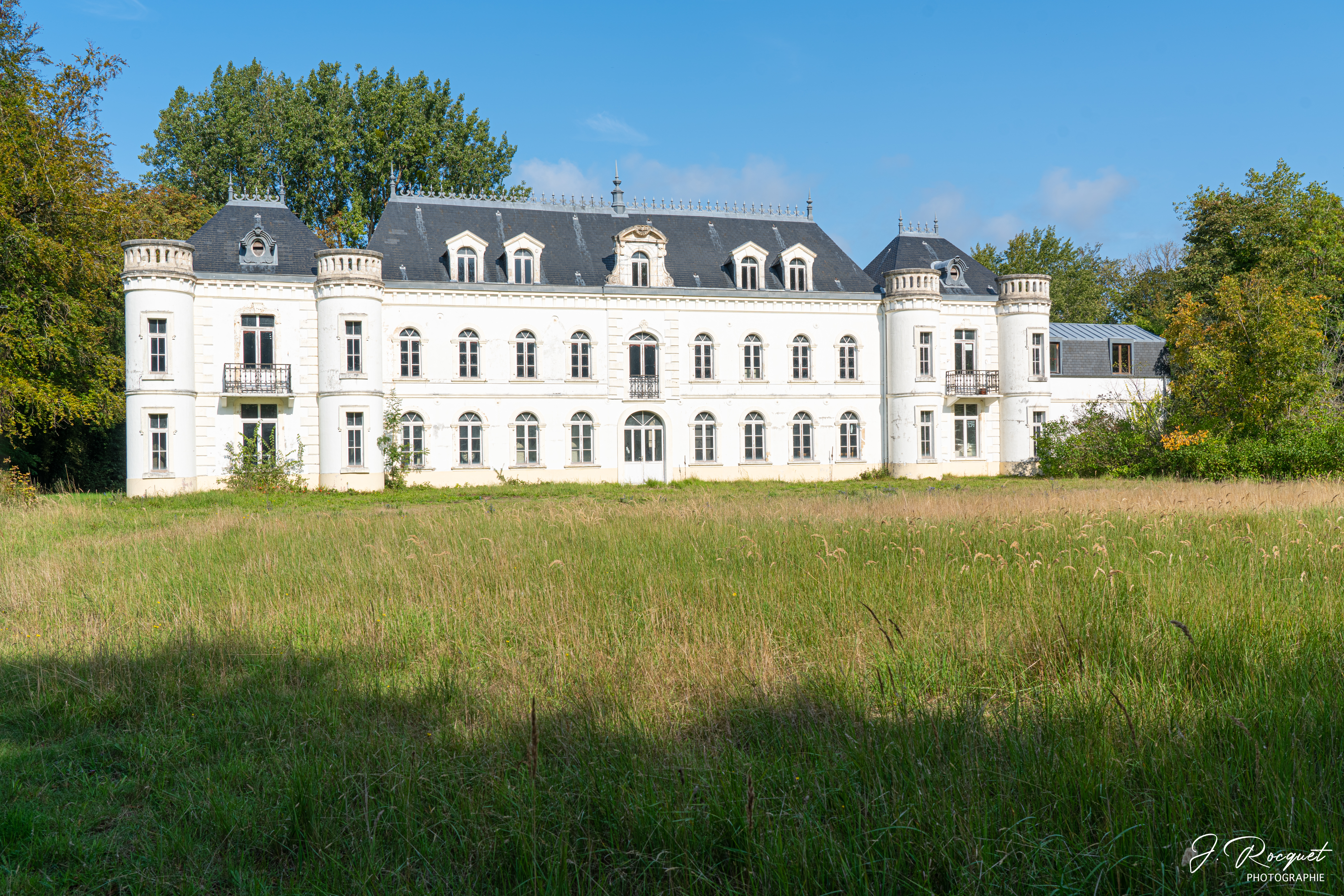
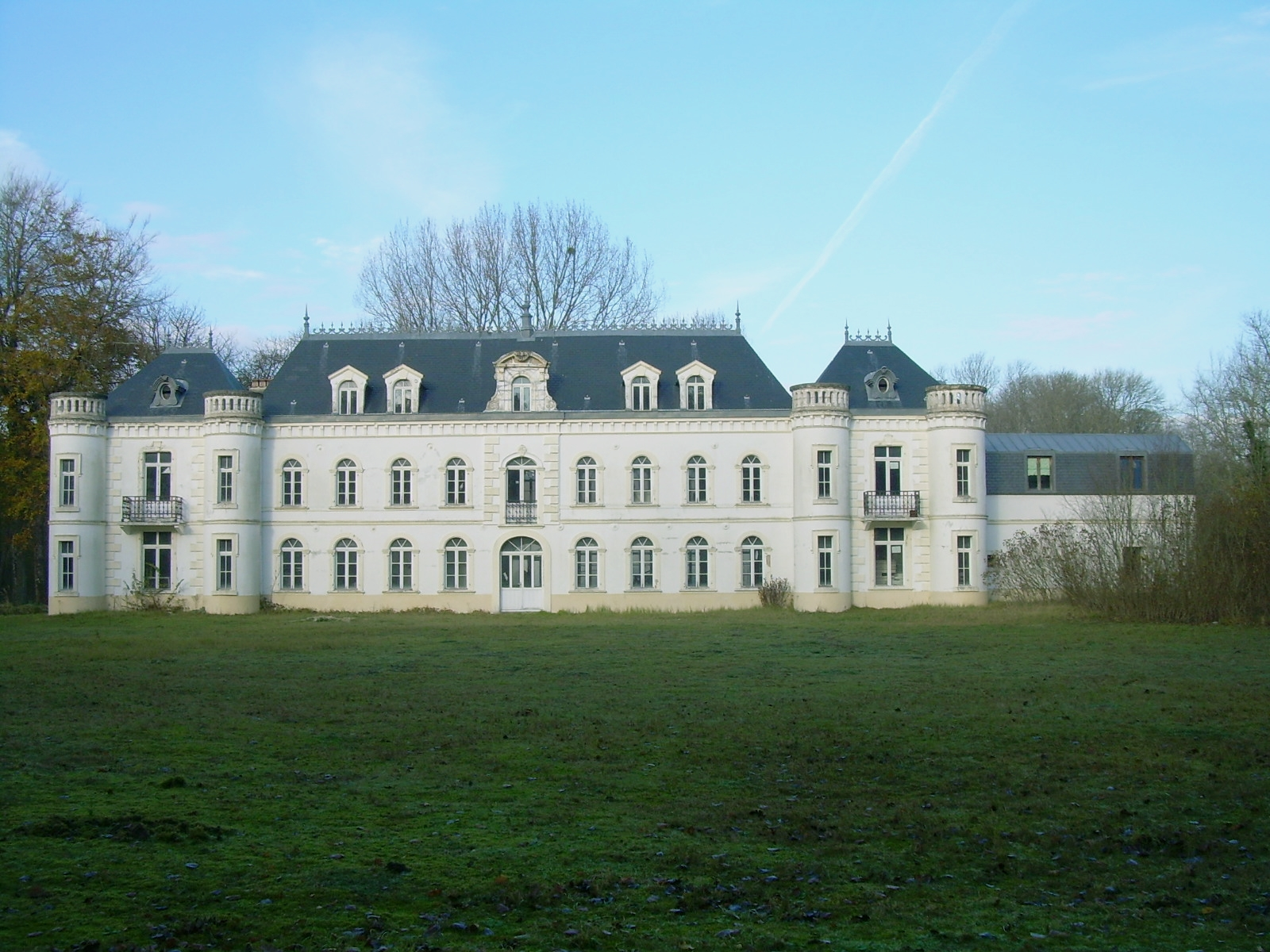

### Personnalités liées à la commune
Jean-Michel et Jean-Louis Jourdain, dit "Les frères siamois de l'horreur" ou simplement "Les frères Jourdain", criminels français, vivaient sur la commune, rue du Stade, à l'époque de leurs méfaits. Leur baraquement a depuis été démoli.

### Héraldique
| Blason de Dannes | Blason  | Écartelé : aux 1er et 4e de gueules à une cloche d'or, aux 2e et 3e d'azur à la barre d'or.                                                      |
| Blason de Dannes | Détails | Armes de la famille de Montbeton, châtelains de Longvilliers, seigneurs de Dannes et la Chapelle (fin XVIIe siècle). Adopté par la municipalité. |

## Pour approfondir